# Palparellus rothschildi
Palparellus rothschildi är en insektsart som först beskrevs av Herman Willem van der Weele 1907.  
Palparellus rothschildi ingår i släktet Palparellus och familjen myrlejonsländor. Inga underarter finns listade i Catalogue of Life.